# Dimethylglycin
Dimethylglycin (DMG) je derivát aminokyseliny glycinu, má strukturní vzorec (CH3)2NCH2COOH, nachází se například ve fazolích a játrech. Tvoří se z trimethylglycinu při ztrátě jedné methylové skupiny a je vedlejším produktem metabolismu cholinu.
Když byl dimethylglycin objeven, byl označen jako vitamin B16, ale na rozdíl od pravých vitamínů B jeho nedostatek ve stravě nevede k žádným škodlivým účinkům a je syntetizován lidským tělem v citrátovém cyklu, takže nesplňuje definici vitamínu.

## Použití
Dimethylglycin slouží jako posilovač výkonu , imunostimulant a pro léčbu autismu, epilepsie a mitochondriálních onemocnění. Neexistuje ovšem žádný důkaz, že je dimethylglycin účinný při léčbě mitochondriálních onemocnění. Publikované studie o tomto tématu prokázaly malý až žádný rozdíl mezi léčbou DMG a placebem u poruch autistického spektra.

## Biologická aktivita
Dimethylglycin působí jako agonista glycinového místa NMDA receptoru.

## Příprava
Tato sloučenina je komerčně dostupná jako volná forma aminokyseliny a jako hydrochlorid. DMG může být připraven alkylací glycinu Eschweilerovou-Clarkeovou reakcí. Při této reakci glycin reaguje se směsí vodného roztoku formaldehydu a kyseliny mravenčí; kyselina slouží jak jako rozpouštědlo, tak jako redukční činidlo. Potom se přidá kyselina chlorovodíková, čímž se získá hydrochloridová sůl. Volná aminokyselina může být získána neutralizací kyselé soli pomocí oxidu stříbrného.
H2NCH2COOH + 2 CH2O + 2HCOOH → (CH3)2NCH2COOH + 2 CO2 + 2 H2O